# Laguna de Cantena
Laguna de Cantena är en lagun i Belize. Den ligger i distriktet Belize, i den nordöstra delen av landet, 140 km nordost om huvudstaden Belmopan.